# Antonio Mira de Amescua
Antonio Mira de Amescua (Guadix, Granada, 17 de enero de 1577-ibíd., 8 de septiembre de 1644) fue un poeta y dramaturgo en lengua española perteneciente al Siglo de Oro español.

## Biografía
Fue hijo natural de dos nobles solteros, Melchor de Amescua y Mira, descendiente de los conquistadores de la ciudad de Baza, y de Beatriz de Torres Heredia, procedente de Berja. Aunque el asunto de sus verdaderos orígenes es realmente oscuro se ha llegado a proponer, con algún fundamento, que era hijo de una esclava morisca, quien fue luego emancipada. Según consta en un documento, por expreso deseo de su padre y de sus tías se reservó al niño para la carrera eclesiástica y se puso bajo la supervisión del obispo de Guadix. 
Su andar en el mundo literario comenzó en Granada donde estudió sus primeras letras a la edad de siete años. Posteriormente, continuó sus estudios en Alcalá de Henares desde 1587 a 1591; regresó a Granada con el título de bachiller para seguir estudiando y ordenarse a la edad de dieciséis años; muy pronto, en 1593, le adjudicaron el beneficio de la parroquia de Santa Ana en Guadix, que había establecido Hernando de Briviesca con fondos de la herencia de Diego Hurtado de Mendoza; en ese mismo año es probable que estrenara en Granada su primera comedia, Vida de San Torcuato, que Asenjo Sedano le atribuye; de todas formas, lo cierto es que en 1597 firma un poder notarial para que su padre cobre en su lugar unas comedias que se le adeudaban. Ya al parecer había estudiado leyes y cánones en el colegio de San Miguel en Granada entre 1594 y 1598, sin abandonar su ministerio en Guadix, como atestigua una serie de gestiones que lleva a cabo para el obispo en la vecina ciudad de Baza. 
Por 1599 viaja a Salamanca y se doctora en Teología, de suerte que desde entonces firma como "doctor Mira de Amescua". Pero en 1601 muere su padre de unas estocadas en una reyerta a la salida de la procesión del Corpus; el asesinato es perdonado por la familia de Mira a cambio de una fuerte indemnización. Ya es bastante reconocido como dramaturgo y poeta: hay citas elogiosas de él en Lope de Vega (1602) y Agustín de Rojas (1603) y por último aparece en la antología de Pedro de Espinosa Flores de poetas ilustres de España (1605). Además lo nombraron en 1609 capellán de la Capilla Real de la catedral de Granada, pese a la oposición del obispo de Granada; toma posesión en 1610; sus ingresos han crecido además con las herencias de sus tías fallecidas en 1603 y 1606. En 1610 entró al servicio del Conde de Lemos y le acompañó a Nápoles, donde fue miembro de la Academia de los Otiosi. Lo encontró allí Diego Duque de Estrada; además trabajó como ecónomo de la diócesis de Tropea (Calabria), relativamente cercana a Nápoles. 
Regresó a España en torno a 1616 y permaneció más de diez años en Madrid, donde fue capellán del cardenal-infante don Fernando en 1619, descuidando sus deberes eclesiásticos en Granada, lo que le valió algunos problemas y pleitos con la jerarquía eclesiástica que demandaba su asistencia a la Capilla Real de Granada. Son sus años de más gloria literaria y traba amistad con Luis de Góngora, Bernardo de Balbuena (escribió un prólogo a su Siglo de Oro en las selvas de Erifile, novela pastoril), Lope de Vega y Tirso de Molina. Después decide abandonar la Corte y volver a Guadix. Permuta su capellanía en Granada por una canonjía con el arcedianato en la Catedral de Guadix, movimiento que coincide con la salida de su señor, el Infante Cardenal D. Fernando, primero hacia Cataluña y posteriormente a Flandes. Nombrado pues arcediano de Guadix, se posesionó de su cargo en 1632. Tuvo allí violentos incidentes con sus compañeros de cabildo a causa de su genio en demasía irascible (abofeteó al maestreescuela de la catedral de Guadix). Gozó de una gran fama como escritor y era frecuentemente solicitado como aprobador y prologuista de libros, e intervino en certámenes poéticos de Murcia y Granada. Falleció en Guadix el 8 de septiembre de 1644.

## Análisis de su obra
Como autor dramático se lo considera seguidor de la escuela de Lope de Vega. Compuso unas sesenta comedias religiosas, históricas y de costumbres y bastantes autos sacramentales. 
Entre las comedias religiosas (bíblicas o de santos) destacan: Los prodigios de la vara y capitán de Israel (historia de Moisés), Vida y muerte de San Lázaro, El clavo de Jael (historia de Débora), La mesonera del cielo ((obra en la que, a través de la leyenda del ermitaño Abraham, dramatiza la aguda contienda entre el ascetismo y el amor que produce efectos prerrománticos); Lo que puede el oír misa, Vida y muerte de la monja de Portugal, (que cuenta la vida de la monja de la Anunciata de Lisboa que engañó al mismísimo Fray Luis de Granada con sus falsas llagas) y, sobre todo, la celebérrima comedia El esclavo del demonio, considerada su obra maestra. Para esta comedia el dramaturgo accitano se inspiró en la leyenda de Teófilo o San Gil de Santarem la cual se encuentra dentro de la Historia general de Santo Domingo y de su Orden (1584) de Fray Hernando del Castillo. En palabras de Ángel Valbuena Pratt, Mira de Amescua retomó la leyenda de fray Gil y lo llevó a convertirse en don Gil, un santo varón, que anhelando cambiar la vida de ascetismo por el de la acción arde en deseos por Lisarda y posteriormente por Leonor, sufriendo una sucesión de cambios inesperados y vertiginosos para, al final, verse confrontado con la imagen de un esqueleto que yace entre sus brazos, un gran hallazgo teatral. Considerada por diversos estudiosos como la obra menor, con relación a El mágico prodigioso de Pedro Calderón de la Barca, El esclavo del demonio influyó sin duda alguna en dicha obra y en otras comedias como El anticristo, de Juan Ruíz de Alarcón y Caer para levantarse de Agustín Moreto, Jerónimo de Cáncer y Velasco y Matos Fragoso, obra escrita en colaboración. 
De historia extranjera son El ejemplo mayor de la desdicha, que dramatiza la historia del general bizantino Belisario y sus amores con la emperatriz Teodora; también de historia bizantina es La rueda de la fortuna; otras comedias de historia extranjera, en torno a la historia de Carlomagno y sus descendientes, son Los carboneros de Francia y El primer conde de Flandes. De historia nacional es La desdichada Raquel, sobre la famosa amante judía del rey Alfonso VIII de Castilla, cuya segunda parte es Obligar contra su sangre, sobre las intrigas cortesanas tras la muerte de Raquel; No hay dicha ni desdicha hasta la muerte (inspirada en la figura del conde de Castilla Diego Porcelos), Obligar contra su sangre. Las desgracias del rey don Alfonso el Casto se inspira en la leyenda de Bernardo del Carpio.
Entre las de costumbres destacan La fénix de Salamanca, La tercera de sí misma, No hay burlas con las mujeres, Lo que puede una sospecha y La casa del tahúr. De asunto palaciego o comedias palatinas son Galán valiente y discreto y El palacio confuso.
Entre sus autos sacramentales son de citar El sol de medianoche, La jura del príncipe, Las pruebas de Cristo, El heredero y Pedro Telonario; son muy parecidos a los de Lope, por lo que destacan más el fondo humano de los personajes y la ternura de la expresión sobre el fondo teológico del género y la alegorización abstracta. La fusión abstracta entre acción y símbolo solamente se dará en este género en Calderón.

## Obras
- Teatro, ed. y estudio de Ángel Valbuena Prat, Madrid: Epasa-Calpe, 1960, 3 vols.
- Teatro completo, ed. coordinada por Agustín de la Granja, Granada, Universidad, 2001-2010, 10 vols.
- Amor, ingenio y mujer
- Callar en buena ocasión o Muerto vivo y enterrado
- Cautela contra cautela
- Cuatro milagros de amor
- El amparo de los hombres
- El caballero sin nombre
- El conde de Alarcos
- El hombre de mayor fama
- El marqués de las Navas
- El negro del mejor amo
- El santo sin nacer y mártir sin morir
- El tercero de su dama
- Hero y Leandro
- La adúltera virtuosa
- La hija de Carlos Quinto
- La judía de Toledo
- La mayor soberbia humana de Nabucodonosor
- La monte de la piedad
- La ventura de la fea
- Las desgracias del rey don Alfonso
- Lo que no es casarse a gusto
- No hay reinar como vivir

### Comedias de santos
- El animal profeta
- El esclavo del demonio
- El mártir de Madrid
- La mesonera del cielo
- Vida y muerte de la monja de Portugal
- Vida y muerte de San Lázaro

### Comedias bíblicas
- El arpa de David
- El clavo de Jael
- El más feliz cautiverio y Los sueños de Josef
- El rico avariento
- Los prodigios de la vara y capitán de Israel

### Comedias de capa y espada
- La casa del tahúr
- La Fénix de Salamanca
- La tercera de sí misma
- Lo que puede una sospecha
- No hay burlas con las mujeres

### Comedias palatinas
- El palacio confuso
- Examinarse de rey
- Galán, valiente y discreto

### Comedias de privanza
- El ejemplo mayor de la desdicha
- La adversa fortuna de Álvaro de Luna
- La adversa fortuna de Bernardo de Cabrera
- La próspera fortuna de Álvaro de Luna
- La próspera fortuna de Bernardo de Cabrera
- La rueda de la fortuna
- No hay dicha ni desdicha hasta la muerte

### Comedias históricas
- El primer conde de Flandes.
- La confusión de Hungría
- La desdichada Raquel
- Las lises de Francia
- Los carboneros de Francia
- Nardo Antonio, bandolero
- Obligar contra su sangre

### Comedias de devoción
- Lo que puede el oír misa

### Autos sacramentales
- El heredero
- El sol de medianoche
- La jura del príncipe
- Las pruebas de Cristo
- Pedro Telonario

### Poemas
- Octavas a la venida del príncipe de Gales (1623)
- Décimas a la ciudad de Granada
- A un poeta corcovado que se valió de trabajos ajenos, contra Juan Ruiz de Alarcón
- Fábula de Acteón y Diana